# Château de Bonneval (Tarn)
Pour les articles homonymes, voir Château de Bonneval (homonymie).
Le château de Bonneval est un ancien château situé à Ambialet, dans le Tarn (France). Il date du XVIe siècle, et même s'il est ruiné, ses nombreux vestiges sont encore visibles au milieu des arbres.

## Historique

### Histoire
Le château de Bonneval a été édifié au cours du XVIe siècle, sur un promontoire au-dessus des méandres du Tarn. Il se situe au hameau de Bonneval, à quelque distance du centre d'Ambialet. Il appartient alors à la famille de Saint-Paul, comme en témoignent les naissances d'Abel de Saint-Paul (1582 - 1644) puis de Louis de Saint-Paul (1612 - 1647) qui ont toutes deux lieu au château. Entre 1692 et 1717, le seigneur des lieux est Jean de Saint-Paul, marié à Marguerite de Villeneuve.  
La demeure appartient ensuite et pour une grande période à la famille Sandral, et le 5 octobre 1903, Auguste Sandral (1862 - 1925), marié à Madame Rigaud, le rachète à son frère. Leur fils, Justin, meurt jeune en août 1929, laissant sa mère, sa belle-mère et sa femme désormais veuve seules dans la bâtisse. C'est alors qu'a lieu l'affaire du château.   
En mauvais état et presque abandonné, il est finalement incendié en 1940. 

### L'affaire du château de Bonneval
Dans la nuit du 30 au 31 mars 1931, un meurtre a lieu au château, qui est alors en grande partie ruiné et occupé par trois personnes de la même famille. Ces dernières sont Clémentine Sandral (née Clémentine Malaterre, ? - 1981) qui est alors veuve, Mme Malaterre, sa mère qui se trouve être atteinte de démence, et Mme Sandral, sa belle-mère de soixante-dix ans. Celle-ci est assassinée durant cette nuit, ce qui va donner lieu à une affaire criminelle qui se fait connaitre sous le nom d'affaire du château de Bonneval a un fort retentissement dans l'albigeois. Ainsi, au cours de cette nuit, vers 2h du matin, Clémentine Sandral réveille M. Gravier, meunier au moulin voisin de Bonneval, et lui annonce le meurtre de Mme Sandral par trois hommes masqués. Ceux-ci se seraient introduits dans le château avant de frapper et ligoter Clémentine, et d'abattre sa belle-mère au revolver. 
L'enquête se tourne rapidement vers Clémentine Sandral, car de nombreux éléments viennent contredire son témoignage. En effet, contrairement à ses affirmations selon lesquelles elle aurait été battue par les criminels, elle ne porte aucune trace de coups. L'expertise du légiste conclut à un décès ayant eu lieu à 21h, bien avant les 2h du matin. Le chien, réputé agressif, n'avait pas aboyé au cours de la prétendue intrusion. Et la bâtisse, bien que sens dessus dessous, n'avait pas été réellement fouillée, ce qui est étonnant vu que les bandits étaient censés être des cambrioleurs. Il apparait rapidement que Clémentine Sandral était largement endettée auprès de sa belle-mère, propriétaire du château, depuis la mort de son mari.
Le procès a lieu à Albi, en présence du procureur Pujol et l'avocat de la défense Maître Pourquie. Clémentine Sandral continue d'y clamer son innocence. Elle est finalement condamnée à 20 ans de travaux forcés.

## Architecture
Le château de Bonneval se situe sur un à-pic rocheux. Il est aujourd'hui complétement ruiné, et ne possède plus aucune toiture. Néanmoins, la plupart des murs sont encore debout, bien que cachés par une luxuriante verdure.
L'édifice se présente sous la forme d'un corps de logis carré, auquel est accolée une petite dépendance à l'ouest. Il est flanqué d'une tour ronde au centre de sa façade sud, tour qui domine l'édifice de quelques mètres. D'autres murs, correspondant peut-être à d'autres dépendances, sont visibles au bord du promontoire.